# Manuel Mamicônio
Manuel Mamicônio (em latim: Manuel; em grego: Μανουήλ; romaniz.: Manouḗl; em armênio: Մանվել; romaniz.: Manvel; m. 385/386) foi um nobre armênio da família Mamicônio, que tornou-se regente da Armênia entre 378 e 385/386. Inicialmente preso na corte imperial sassânida, após ser libertado depois duma derrota persa decisiva frente ao Império Cuchana, retorna à Armênia onde trava guerra contra o então rei Varasdates (r. 374–378) pelo direito de posse do título de asparapetes.
Com a derrota e posterior fuga de Varasdates, Manuel se auto-proclama regente e eleva ao trono Zarmanducte (r. 378–384), a viúva do rei Papa (r. 370–374), e seus filhos Ársaces III (r. 378–389) e Vologases III (r. 378–386). Nesta posição, após desentender-se com o xá Sapor II (r. 309–379), consegue repelir os ataques sassânidas no país. Mais tarde, quando falece em decorrência de grave doença, lhe sucede no poder Ársaces III.

## Biografia

Varasdates r.

A primeira menção a Manuel surge na obra História da Armênia de Fausto, o Bizantino, na qual é citado como filho de Artaxias; segundo Cyril Toumanoff era irmão de Musel I, o filho de Vasaces I, enquanto que para Vahan M. Kurkjian era filho de Musel. Foi preso, junto com seu irmão Comes, por Sapor II, xá do Império Sassânida, e assim permaneceu até a morte de Musel I, em algum momento entre 377/8; Entrementes, Manuel e Comes travaram uma batalha em nome dos sassânidas contra o Império Cuchana, mas foram derrotados decisivamente.
Segundo Fausto, ao retornarem à Armênia, a pé, os irmãos foram encontrados por Vache II, que concedeu a Manuel todas suas devidas honrarias, dando-lhe o direito de reivindicar o título de asparapetes, até então ostentado pelos membros de sua família, porém este havia sido concedido pelo rei armênio Varasdates (r. 374–378) para Bátis, seu pai adotivo. Após trocarem cartas hostis, Manuel e Varasdates entraram em guerra e travaram batalha na planície de Carim, onde Varasdates foi decisivamente derrotado. No rescaldo do conflito, o rei foi forçado a fugir ao Império Romano e Bátis, por estar envolvido com o assassinato de Musel I, foi sentenciado a presenciar a execução de seus filhos e a ser decapitado.
Não se atrevendo a abolir a monarquia, Manuel se intitulou regente com o consentimento do xá da Pérsia, proclamando Zarmanducte (r. 378–384), a então viúva do rei Papa (r. 370–374), e seus filhos Ársaces III (como líder sênior) e Vologases III (como líder júnior). Para trazer a paz para o país, Manuel conseguiu reunir diante de si todos os nacarares da Armênia. Em seguida, para se aproximarem da Pérsia, a rainha e o regente enviaram à corte sassânida vários nacarares levando presentes para Sapor II que, em retribuição, enviou o marzobã Surena com 10 mil cavaleiros para defender a Armênia, além duma coroa, um manto e o emblema dos reis para Zarmanducte e coroas para Ársaces e Vologases.

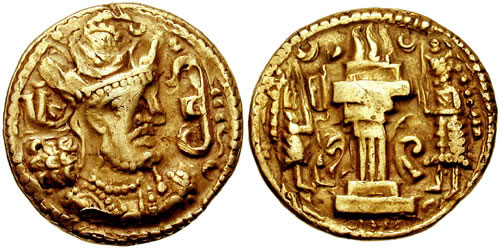
Dinar de ouro de r.

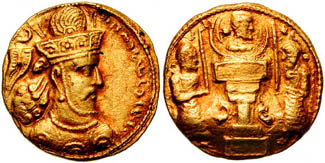
Dinar de ouro de r.

Contudo, o equilíbrio que lograram alcançar com os dois poderes vizinhos rivais foi precário. Meruzanes I, um membro da família Arzerúnio, invejando o apreço que Sapor II nutria por Manuel, bem como dos inúmeros presentes que ele recebia da Pérsia, tramou um plano contra o príncipe Mamicônio. Fez com que ele acreditasse que Surena planejava matá-lo, o que levou Manuel a atacar e destruir o destacamento de 10 mil cavaleiros persas na Armênia, embora tenha permitido que Surena fosse embora. Como resposta, o oficial Gumando Sapor foi enviado com 48 mil soldados para tomar e arruinar a Armênia, porém quando ainda estava na fronteira foi derrotado e morto por um exército armênio de 20 mil efetivos. Outro oficial, chamado Varazes, foi enviado em seguida com 180 mil tropas, porém este teve o mesmo destino de seu predecessor: com um exército de 100 mil, Manuel logrou destruir a parte principal do exército persa e matar Varazes.
Depois desta segunda derrota outro oficial foi enviado, Mercã (Mrhkan), com um exército de 40 mil soldados. Parte da Armênia foi capturada pelos persas e o exército ariano acampou na planície Artandã onde, num ataque noturno, Manuel matou Mercã e capturou muito butim. Essa nova vitória garantiu sete anos de paz à Armênia que só  terminaria quando ocorreu uma nova invasão, desta vez sob o comando de Meruzanes. Este rebelou-se contra o rei armênio, convertendo-se ao zoroastrismo e pondo-se a disposição dos persas à captura ou destruição de Manuel. Muitas vezes guiou as tropas iranianas contra a Armênia, trazendo grandes males para o país. Sem a autorização do então xá Sapor III (r. 383–388), organizou um grande exército e marchou contra a Armênia. Uma grande batalha ocorreu no distrito de Bagrauandena, onde Manuel mais uma vez saiu vitorioso e Meruzanes foi decapitado.
Com a conclusão dos combates, a Armênia entra em novo período de paz. Aproveitando a situação, Manuel casou sua própria filha Vardanducte com Ársaces III e uma bagrátida, filha de Isaque I, com Vologases III. Pouco depois ficou fatalmente doente e veio a falecer em 385 ou 386. Após sua morte, Ársaces III assumiu o trono sem regência.

### Casamento e filhos
Casou-se com Vardanoixe (Vardanoyš), que Christian Settipani considera uma filha de Vasaces I, que deu-lhe:
- Artaxias, oficial citado em 378;
- Maictes, oficial citado em 378;
- Vardanducte, que casou-se com Ársaces III.

Segundo Cyril Toumanoff, Manuel foi pai de quatro filhos:
- Artaxias / Artavasdes III, que ocupou o ofício de asparapetes de 386 até data desconhecida;
- Maictes, morto c. 386;
- Vardanducte, que casou-se em 379 com Ársaces III;
- Amazaspes I.